# 大坪町 (瀬戸市)
大坪町（おおつぼちょう）は、愛知県瀬戸市山口連区の町名。丁番を持たない単独町名である。

## 地理
- 瀬戸市の南部に位置する[8]。西を掛下町、北を田中町・若宮町、東を屋戸町・吉野町、南を宮地町・上之山町と隣接している[8]。
- 条里制遺構の残る水田地帯であったが、近年住宅・工場が進出している[8]。

### 河川
- 矢田川（山口川）[8] ： 町の北端、若宮町・田中町との町境付近を西流している。
- 吉田川（矢田川支流） ： 町の東部を北流し、町の北東部で矢田川に注ぎ込んでいる。

- 矢田川（大坪町・田中町境）
- 吉田川（大坪町内）
- 矢田川と吉田川の合流点[注釈 1]

### 学区
市立小・中学校に通う場合、学区は以下の通りとなる。また、公立高等学校普通科に通う場合の学区は以下の通りとなる。
| 番・番地等 | 小学校               | 中学校             | 高等学校 |
| ---------- | -------------------- | ------------------ | -------- |
| 全域       | 瀬戸市立幡山東小学校 | 瀬戸市立幡山中学校 | 尾張学区 |

## 歴史

### 町名の由来
奈良時代の大宝律令により条里制をしいたときにつけられた大坪という区画の名称がそのまま地名となり、小字名・町名に取り入れられたという。

### 沿革
- 1981年（昭和56年）3月31日 - 瀬戸市大字山口字大坪・屋戸の各一部により、同市大坪町として成立[2]。

## 世帯数と人口
2024年（令和6年）2月1日現在の世帯数と人口は以下の通りである。
| 町丁   | 世帯数 | 人口  |
| ------ | ------ | ----- |
| 大坪町 | 72世帯 | 178人 |

### 人口の変遷
国勢調査による人口の推移
| 1995年（平成7年）  | 148人 | [ 12 ] |  |
| 2000年（平成12年） | 133人 | [ 13 ] |  |
| 2005年（平成17年） | 162人 | [ 14 ] |  |
| 2010年（平成22年） | 159人 | [ 15 ] |  |
| 2015年（平成27年） | 170人 | [ 16 ] |  |
| 2020年（令和2年）  | 178人 | [ 17 ] |  |

### 世帯数の変遷
国勢調査による世帯数の推移。
| 1995年（平成7年）  | 55世帯 | [ 12 ] |  |
| 2000年（平成12年） | 47世帯 | [ 13 ] |  |
| 2005年（平成17年） | 54世帯 | [ 14 ] |  |
| 2010年（平成22年） | 57世帯 | [ 15 ] |  |
| 2015年（平成27年） | 64世帯 | [ 16 ] |  |
| 2020年（令和2年）  | 69世帯 | [ 17 ] |  |

## 交通

### 鉄道
- 愛知環状鉄道・愛知環状鉄道線[8] ： 町の東部を南北に走っている。最寄り駅は山口駅。

- 愛知環状鉄道線（大坪町内）

### バス
瀬戸市コミュニティバス「上之山線」
- 瀬戸駅前 - 山口駅 - サンヒル上之山 - 八草駅 系統 ： 大坪町バス停

- 大坪町バス停

### 道路
- 国道155号[8] ： 国道248号と重複して、町の西部を南北に通っている。
- 国道248号（瀬戸東バイパス） ： 町の南西部の大坪町交差点から東西に通っている。

- 案内標識内の国道155号・248号表示（大坪町交差点南）

## 施設
- 瀬戸市消防団 山口分団 ： 2016年（平成28年）竣工[18]。山口連区全域と八幡台連区全域、菱野台4丁目を分団の区域としている[19]。
- 木工房 玄翁屋 ： 瀬戸組子という幾何学模様が特徴的な伝統技法を用いて、キッチン雑貨・インテリア等を製作している[20]。

- 瀬戸市消防団 山口分団
- 木工房 玄翁屋

## その他

### 日本郵便
- 郵便番号 : 489-0962[6]（集配局：瀬戸郵便局[21]）。